# Lucia pharnus
Lucia pharnus är en fjärilsart som beskrevs av Felder 1860. Lucia pharnus ingår i släktet Lucia och familjen juvelvingar. Inga underarter finns listade i Catalogue of Life.